# Цыганки (Ростовская область)
Цыганки — хутор Азовского района Ростовской области.
Входит в состав Александровского сельского поселения.

## География
Расположен в 75 км (по дорогам) юго-западнее районного центра — города Азова.
Хутор находится на левом берегу реки Мокрая Чубурка.

### Улицы
- ул. Заречная,
- ул. Мира.

## Население
| 1989 | 2002 | 2010 |
| ---- | ---- | ---- |
| 22   | ↘13  | ↗15  |